# STK11IP
STK11IP – ludzki gen, znany też pod nazwami LIP1, KIAA1898, LKB1IP, STK11IP1, kodujący białko STK11IP. Białko STK11P wiąże się z białkiem kinazy LKB1 (STK11). Gen STK11P znajduje się w locus 2q36 i ma 25 eksonów. W przeszłości był genem kandydackim zespołu Peutza-Jeghersa (PJS), ale badania genetyczne u pacjentów z PJS u których nie wykryto mutacji w genie LKB1 nie wykazały również mutacji genu STK11P.